# Der tugendhafte Sarmate
Die polnische Freimaurerloge Der tugendhafte Sarmate (auch: Cnotliwy Sarmata (na wschodzie Warszawy) oder Vertueux Sarmate) wurde 1767 von Alois Friedrich von Brühl in Warschau, Polen-Litauen, gegründet, nachdem die Loge Drei Brüder zuvor aufgelöst worden war. 
Die Loge arbeitete im schottischen Ritus. 1768 gründete sie die Drei-Brüder-Loge erneut. Am 24. April 1769 wurde sie zur Großloge und seither stand ihr August Fryderyk Moszyński vor. Die Loge war deutsch- und polnischsprachig. 